# Dragan Ćeran
Dragan Ćeran (serbisch-kyrillisch Драган Ћеран, * 6. Oktober 1987 in Kikinda, Jugoslawien) ist ein serbischer Fußballspieler.

## Karriere
Ćeran stammt aus der Jugend des FK Sloboda Novi Kozarci und ging von dort 2005 weiter zum FK Smederevo. In den folgenden Jahren verlieh ihn der Verein erst mehrmals an kleinere heimische Klubs und 2010 zum belgischen Erstligisten KVC Westerlo. Dort kam er allerdings nur wenig zum Zug und nach seiner Rückkehr wechselte der Stürmer fest zu Hapoel Haifa nach Israel. Doch dieser gab ihn schon nach einem halben Jahr an Ligarivale Maccabi Netanja ab. Von 2015 bis 2015 war Ćeran bei PFK Simurq Zaqatala in Aserbaidschan aktiv und wurde dort auch Torschützenkönig der Premyer Liqası. Dann folgten jeweils halbjährige Engagemtente Hajer Club in der Saudi Professional League und bei Vardar Skopje, mit denen Ćeran mazedonischer Meister wurde. Der usbekische Erstligist Nasaf Karschi war dann von 2016 bis 2018 die nächste Station, ehe er zum Ligarivalen Paxtakor Taschkent wechselte. Mit dem Hauptstadtverein gewann der Stürmer bisher zehn nationale Titel, wurde sechsmal Torschützenkönig und spielte mehrmals in der AFC Champions League.

## Erfolge
Vardar Skopje
- Mazedonischer Meister: 2016

Paxtakor Taschkent
- Usbekischer Meister: 2019, 2020, 2021, 2022, 2023
- Usbekischer Pokalsieger: 2019, 2020
- Usbekischer Ligapokalsieger: 2019
- Usbekischer Superpokalsieger: 2021, 2022

## Auszeichnungen
- Torschützenkönig der Premyer Liqası: 2015 (15 Tore)
- Torschützenkönig der Uzbekistan Super League: 2019 (23 Tore), 2020 (21 Tore), 2021 (16 Tore), 2022 (20 Tore), 2023 (13 Tore),
2024 (13 Tore)